# Paracossus
Paracossus este un gen de insecte lepidoptere din familia Cossidae.

Cladograma conform Catalogue of Life:
| Paracossus | \| \| Paracossus fucatus \| \| \| \| \| \| Paracossus parvus \| \| \| \| |
|            | \| \| Paracossus fucatus \| \| \| \| \| \| Paracossus parvus \| \| \| \| |
|            | Paracossus fucatus                                                       |
|            |                                                                          |
|            | Paracossus parvus                                                        |
|            |                                                                          |